# Фонтанафреда
Фонтанафрѐда (на италиански: Fontanafredda; на фриулски: Fontanafrede, Фонтанефреде) е община в Северна Италия, провинция Порденоне, автономен регион Фриули-Венеция Джулия. Разположена е на 52 m надморска височина. Населението на общината е 11 701 души (към 2010 г.).
Административен център на общината е градче Вигоново (Vigonovo).